# Завод добрив в Утрільясі
Завод добрив в Утрільясі – виробничий майданчик в центральній частині  Іспанії.
В 1999 році компанія Agrimartín, що потім була перейменована на Térvalis, відкрила в Утрільясі свій завод з виробництва гранульованих добрив. Безпосереднім власником заводу наразі виступає її дочірня структура Fertinagro Nutrigenia. В подальшому асортимент майданчику неодноразово розширювався, так, в 2001-му узялись за роботу з кормами для тварин, а в 2009-му за випуск біостимулюючих добавок. Станом на середину 2010-х завод міг випускати:
- кормові фосфати – монокальційфосфат та дикальційфосфат (отримують реакцією фосфорної кислоти та карбонату кальцію або оксиду кальцію);
- фосфат амонію (продукують двома шляхами – через реакцію фосфорної кислоти та аміачної води або шляхом розчинення аморфного фосфату амонію, при цьому на перший метод припадає лише біля 20% обсягу);
- фосфат сечовини (продукт реакції фосфорної кислоти та сечовини);
- сульфат магнію (з магнезиту та сульфатної кислоти);
- фосфіт калію (отримують із використанням фосфітної кислоти та калійного попелу).
Незважаючи на значний асортимент, загальна потужність майданчику в Утрільясі становить лише біля 100 тисяч тонн на рік.